# Мейкън (окръг, Тенеси)
Окръг Мейкън (на английски: Macon County) е окръг в щата Тенеси, Съединени американски щати. Площта му е 795 km², а населението – 20 386 души (2000). Административен център е град Лафайет.